# Новохарьковское сельское поселение
Новохарьковское сельское поселение — муниципальное образование в Ольховатском районе Воронежской области.
Административный центр — слобода Новохарьковка.

## История
Новохарьковский сельсовет был образован 24 декабря 1917 года постановлением ВЦИК и СНК РСФСР.
В настоящее время в поселении в основном проживают люди украинской и русской национальностей.

## Население
| 2010 | 2012  | 2013 | 2014 | 2015 | 2016 | 2017 |
| ---- | ----- | ---- | ---- | ---- | ---- | ---- |
| 1043 | ↘1009 | ↘985 | ↘953 | ↘918 | ↘907 | ↗909 |
| 2018 |       |      |      |      |      |      |
| ↘898 |       |      |      |      |      |      |

## Административное деление
В состав поселения входят:
- слобода Новохарьковка,
- посёлок Кулишовка,
- посёлок Новокулишовка,
- посёлок Раковка.

## Археология
- У села Новохарьковка находится финальнопалеолитическая стоянка Самотоевка[9].